# 銀河円盤

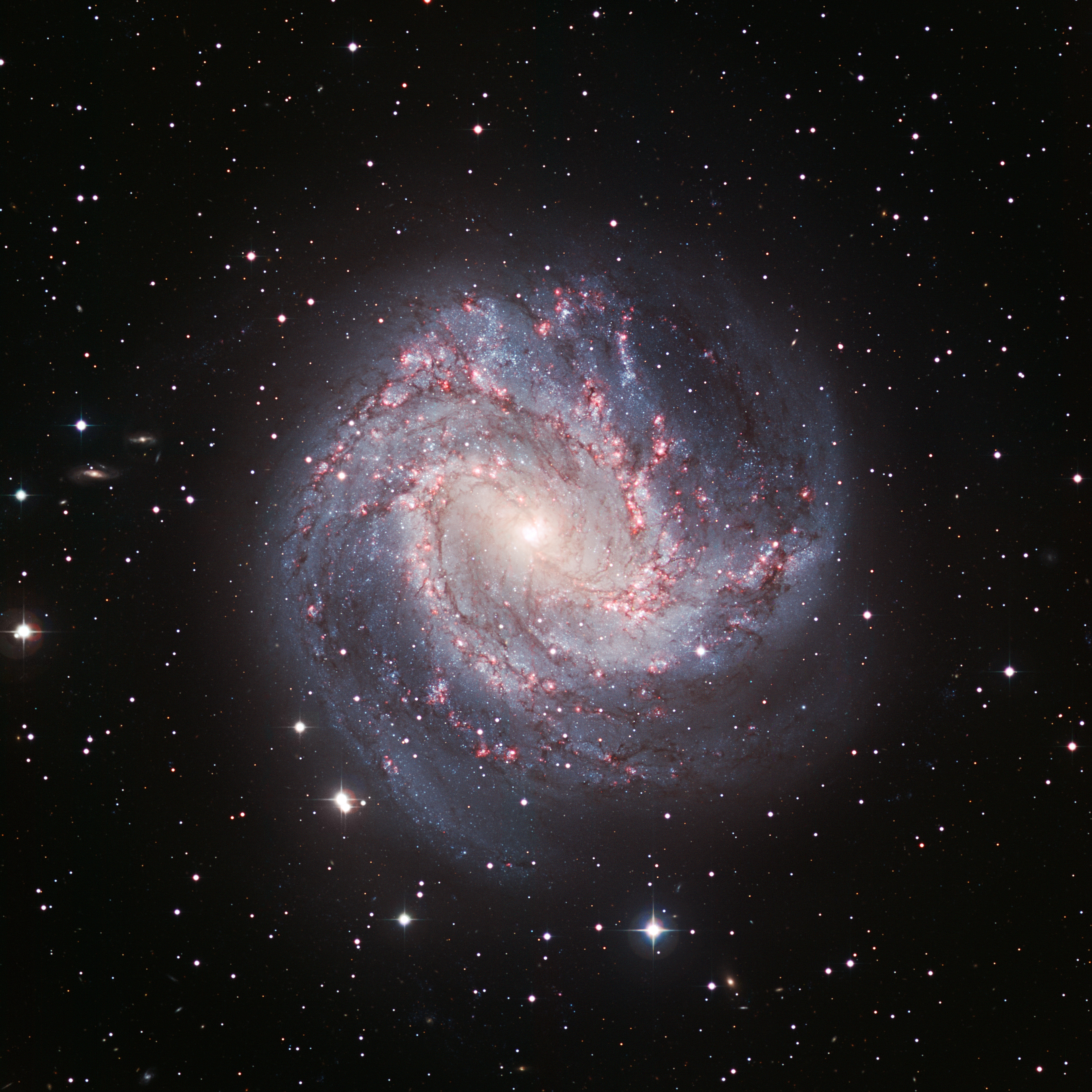
M83銀河。

銀河円盤（ぎんがえんばん，英: galactic disc）とは、円盤銀河（渦巻銀河、棒渦巻銀河、レンズ銀河）でバルジを取り巻く、円盤状の構造である。
円盤は、より大きく球状のハローに包まれている。円盤はバルジやハローより、星間ガスや若い星が多い。
太陽系は、銀河系の円盤部に位置する。
渦巻銀河と棒渦巻銀河では、円盤は、明るい星が多い渦状腕と、その間の明るい星の少ない領域からなる。

## 銀河円盤の回転

銀河の回転速度。Aが（暗黒物質を仮定しない）理論、Bが観測。

円盤は、バルジや円盤のより内側の部分の重力に拮抗するため回転しているが、剛体ではないため差分回転をする。光学的な観測から予想される質量分布からは、内側ほど速く回転すると予想される。しかし実際は、（差分回転ではあるものの）剛体回転に近い回転をしている。このため、光学的な観測にかからない暗黒物質の存在が仮説されている。